# كاهن (يهودية)

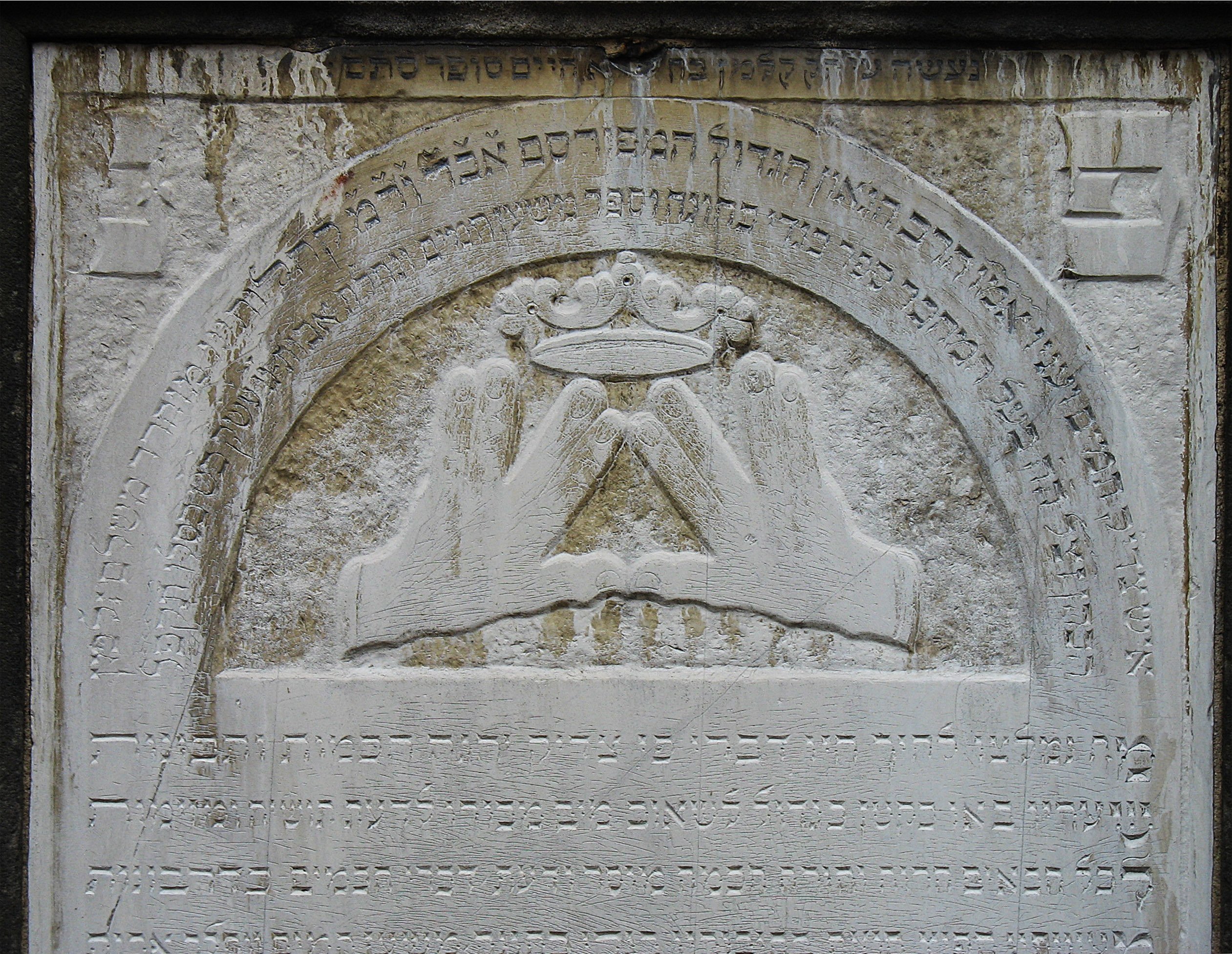
قبر الكاهن والحاخام الرئيسي مشولام كوهن (1739-1819) في فورث. تُظهر الأيدي بركة الكهنيم عندما تتلى عن البركة الهارونية، يرمز التاج إلى «الاسم الطيب» وكرامة الكاهن الخاصة بالدفن.

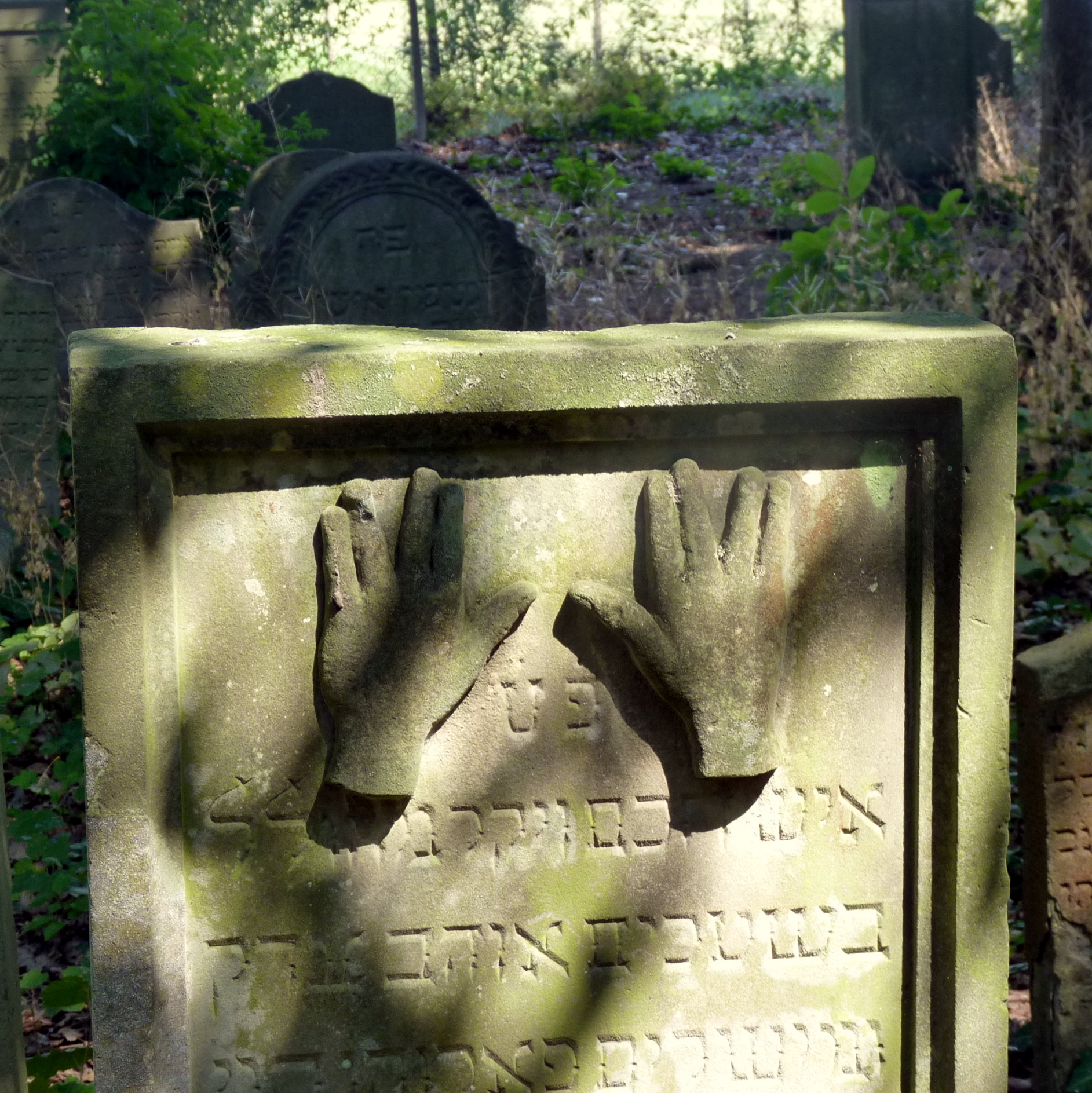
شاهد قبر (مصبه) قي المقبرة اليهودية في بون

كهنيم بالعبرية כהנים وتلفظ كوهانيم والكلمة صيغة جمع لكلمة كهن כהן وتلفظ كوهين والمعنى كهنة هارونيون، وفقا للتقاليد، هي مجموعة فرعية من اللاويين ، القبيلة المكلفة بالمعبد بين قبائل إسرائيل الإثني عشر (الأسباط). وهم يعتبرون أحفاد هارون المباشرين، الذي كان شقيقًا لموسى.
كان الكهنيم يعملون في مذبح معبد أورشليم . و كوهن غدول تعني الكاهن الأكبر وهو أعلى سلطة دينية في اليهودية . ومع ذلك، فإن الاختلافات ألغيت جزئيا بين الكهنيم واللاويين الأخرين من حيث المهامهم والسلطات منذ تدمير الهيكل الثاني في القدس من قبل الرومان في 70 قبل الميلاد. تسري على الكهنيم بعض القواعد الخاصة أو أحكام الطهارة. في مناسبات معينة ( اليوم الطيب/بوم طوب  أو فقط في يوم النكفير/يوم كيفور ) يتحدثون أيضًا عن بركات الكهنة/بركت كهنيم، والتي، من بين أمور أخرى، تنص على موضع معين لليدين والأصابع  (والذي صار بعد ذلك نوع من رمز الكاهن الذي يمكن العثور عليه خاصة على شواهد القبور ). يتم تفسير هذه الإيماءة على أنها نسخة طبق الأصل من حرف شين الأبجدية العبرية، والتي من المفترض أن تمثل الحرف الأول من كلمة شاداي في اسم ايل شاداي.

## سدانة المعبد في الكتاب المقدس

### في زمن المعابد الأول والثاني
عبّرت القصص التوراتية عن بدايات سدانة المعبد بطرق مختلفة. إذ كانت خدمة المعبد مثل بناء مذبح والتضحية في البداية من قبل الآباء الأصول مثل نوح وإبراهيم . وفقًا لسفر الخروج، تمت مأسسة السدانة أثناء إقامة الإسرائيليين في سيناء. تبعا لذلك، كرس موسى شقيقه الأكبر هارون على أساس أمر الله (راجع خروج 28: 3 ) كأول كوهين جادول (حرفيا «كاهن أكبر»). ووفقًا للتقاليد، ينحدر الكهنيم لاحقًا من هارون. إلا أن أحفاد موسى أنفسهم ليسوا بين الكهانيم. أما أحفاد لاوي، ابن يعقوب، فيعتبرون من اللاويين، واللاوية وفق سفر العدد، تشير إلى سدنة معبد أقل رتبة. في قصة دخول أرض كنعان ، لم يتم تعيين سبط لاوي بمنطقة قبلية، بل مدن لاوية خاصة. كانت الرعاية المادية للكهانيم واللاويين قد عهد بها إلى تقدمات الناس. الأشخاص الذين ليسوا من أصل لاوي يعتبرون كهانيم غير شرعيين، مثل كهنة بعل الوثنيون في المملكة الشمالية. تشمل اسفار أخبار الأيام على وجه الخصوص جميع سدنة المعبد، بما في ذلك المطربين وحراس العتبات، في نسب لاوي. لا تزال الأحداث التاريخية المحتملة وراء الصراعات التي تنعكس في النصوص التوراتية موضوع تخمين إلى حد كبير.
وفقا لسفري الأخبار، قسّم داود الكهنيم إلى 24 عائلة، والتي كانت تعمل على أساس التناوب. ومع ذلك، من المرجح أن يعكس هذا الوضع التاريخي في يهوذا خلال الفترة الهلنستية. وجمعت أسماء الفئات الـ 24 من أجزاء من نقوش كُنس من الفترة البيزنطية في فلسطين وكذلك اليمن. على النقيض من ذلك، تعرف النصوص من قمران نظامًا مكونًا من 26 فئة، يتم تكييفها وفقًا لاحتياجات تقويم مجتمع قمران.

### زمن معبد هيرودس الأول
في عام 70 م، غزا الروم القدس بقيادة القيصر تيتوس بعد حصار طويل. المعبد الأخير، معبد هيرودس الأول ، تم تدميره بالكامل، بعد ذلك، ربما لم يكن لسدانة المعبد أي وظيفة عملية. ومع ذلك، لا يزال الكهانيم واللاويون الآخرون محترمين.
يتلوا الكهانيم في الكنيس البركة الهارونية، وهم مدعوون للقراءة العامة للتوراة أمام اليهود الآخرين، وحتى يومنا هذا، ما زالت هناك بعض وصايا التوراة تنطبق عليهم ؛ على سبيل المثال، لا يُسمح لهم عادةً بالزواج من الأرامل أو المتهودات أو المطلقات وغير اليهوديات. وبالمثل، يجب ألا يدخلوا المقبرة أو لمس الموتى. يمكن للكاهن حضور جنازات أقرب أقربائه فقط (الوالدين، الأطفال، الأشقاء). يعتبر القرب من الشخص المتوفى نجسًا ومحظورًا على كاهن.

### التكريس واللباس

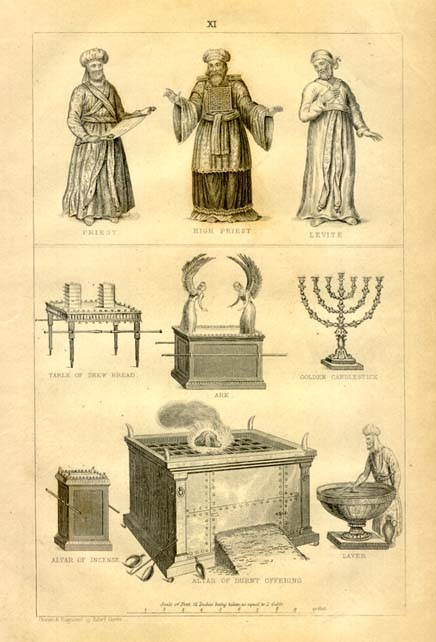
الأزياء التقليدية وأدوات العبادة

كان على كاهن إظهار الحيوية الكاملة بشخصه وإبعاد كل شيء يذكره بالموت أو الضعف الجسدي أو الأخلاقي. على سبيل المثال، لا يمكن لشخص لديه إعاقة جسدية أن يعمل كاهنًا (سفر الاويين 21: 17) وعلى الكاهن أن يكون قادرًا على الوقوف أمام الإله في حالة نقية في جميع الأوقات، وإلا فإنه سيكون مذنبا مُستحقًا الموت (سفر الاويين 22: 3) . كان عليه أن يستحم ويغتسل قبل الشعائر المقدسة (سفر الخروج 30: 19) والامتناع عن شرب النبيذ والمهلوسات في أثناء الخدمة (سفر الاويين 10: 9) .
كان التكريس الرسمي بداية دخول أحد أفراد عائلة كهانيم في الخدمة (سفر الخروج 29، سفر اللاويين 8) ووفقًا لذلك يطهر الكهن بالماء وبالتالي يحرر من كل الأشياء النجسة والدنيوية، ثم يقلد ملابس الكاهن ومن ثم يمسح بالزيت. من خلال المسح بالزيت المقدس، الذي تم تحديد كيفية تحضيره بدقة في التوراة والذي لم يُسمح لأحد بتقليده (سفر الخروج 30: 22)، يكون قد تم تقديس وتجهيز الكاهن للخدمة. ويعقب ذلك تضحية ثلاثية، تضحية ذبيحة خطية (الثور) ، وتضحية كبش محرقة، وتضحية كبش ملء. من دم الكبش ينضح على أذن ويد وقدم الجانب الأيمن وملابس الكاهن. إذ للرش بالدم غرض مشابه للمسحة ؛ يراد بها تزود الكهانيم بالحياة الإلهية. يمثل الدم قوة الحياة. وأخيرًا، تم وضع قطع معينة من كبش الملء على يدي الكهن، وبالتالي ملأ يديه (سفر الخروج 29) . ولهذه الشعيرة رمزيتين. من ناحية، توضح أن الكهن أخذ ذبائح الناس في يديه وقدمهم إلى الله، من ناحية أخرى، أوضح أن يهوه قد خصص له قسم من الذبيحة وأنه حصل على نفقه 

### رتبة الكاهنة الفعلية

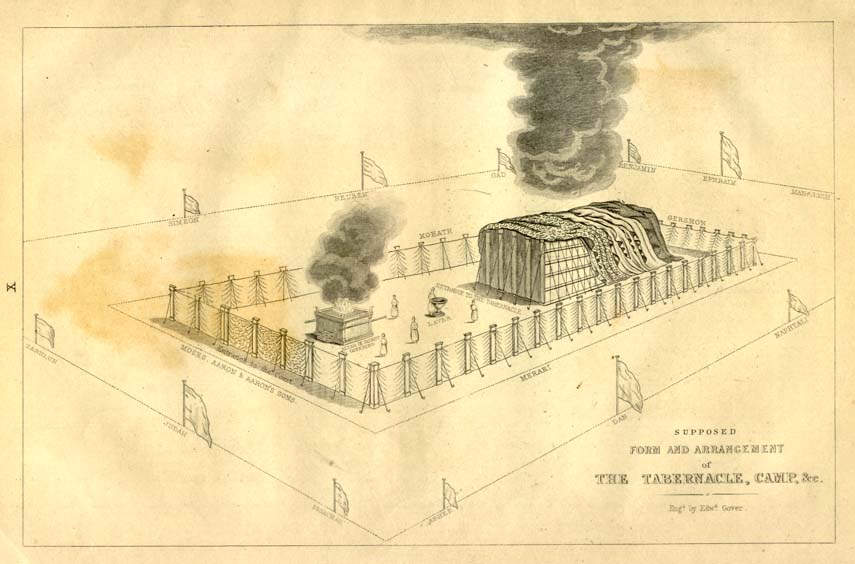
تقدمة البخور

كان الوظيفة الرئيسية للكهنيم هي خدمة المذبح وتقديم تقدمة البخور اليومي (سفر الخروج 30: 7) داخل الحرم (خيمة الاجتماع) خلف الحجاب (سفر العدد 18: 7)، وتحضير السراج (سفر الخروج 27: 20) وصف الخبز على المائدة كل أسبوع (سفر اللاويين 24: 6) ورش الدم مستديرا على المذبح الذي لدى باب خيمة الاجتماع. وسلخ ذبيحة المحرقة وتقطيها إلى قطعها (سفر اللاويين 1: 5- 6) ، وشعائر أخرى . بعد الصلاة بتلوا الكهنيم البركات الهارونية (سفر العدد 6: 23- 27)، في أيام العيد التي يبدأها الكهنيم بصداح الأبواق ويوجهون بها مسار الاحتفال (سفر العدد 10: 10) .

#### الإشراف على المعبد وحرم المعبد
كان المعبد أيضا خزانة. حفظت فيه مبالغ كبيرة من النقود والهدايا النذرية والأدوات والثياب الثمينة، وخزنت في غرفه مخزونات الاضاحي. تم توفير الإشراف على المعبد وحرم المعبد بواسطة الكهنيم بمساعدة اللاويين. ثلاثة حراس عتبة مرموقين (سفر اللملوك الثاني 25: 18) كان عليهم التأكد من عدم دخول أي شخص غير مصرح به إلى حرم المعبد وعدم حدوث أي شيء غير مرغوب فيه في الفناء المقدس. تمكن المشرف من وضع مثيري الشغب في المقطرة والقيود.(سفر إرميا 29: 26). إذا تم استبعاد المرء من العبادة، على سبيل المثال بسبب نجاسة الجذام، كان عليه أن يتوجه إلى الكاهن من أجل الإقرار له بالعودة إلى المعبد (سفر اللاويين 13). وبهذه الطريقة، أصبح الكهنيم أيضًا نوعًا من الخبراء الطبيين، تمامًا كما كان في كل مكان في العصور القديمة علاقة وثيقة بين الطب وكهانة المعبد.

#### زقا
يجب ألا يدنس الأموات جبل الهيكل. إلا أنه، عندما قتل ضابطا شرطة إسرائيليان في جبل الهيكل في تموز عام 2017 م  كان لا بد من نقلهما بعيدًا. يحظر على اليهود دخول جبل الهيكل. هذا محجوز للكهنيم . هؤلاء، بدورهم، يجب ألا يلمسوا الموتى، أو حتى الاقتراب منهم. مجلس الحاخامات زقا أو زكا (احتصار للاسم: זיהוי קרבנות אסון ) وهو منظمة أرثوذكسية لتحديد الضحايا، قررت في هذه المعضلة الدينية، أن استعادة قدسية جبل الهيكل لها الأولوية وأن مجموعة خاصة من كهنيم يمكنها دخول جبل الهيكل وإزالة الجثث. كان هذا مرتبطًا بشروط، إذ لا ينبغي أن يلبس الكهنيم الأحذية، ولا تكون ذوي شعرًا طويلًا وكان عليهم الذهاب إلى المقوه، حمام الغمر الطقسي، مسبقًا.

#### خارج الحرم
كان للكهانيم أيضًا واجباتهم خارج الحرم، في الحياة العامة والخاصة. إذ علموا الشعب العادات الليتورجية (الشعائرية)، والتفرقة بين المقدس والمدنس، وبين النجس والطاهر (سفر حزقيال 22: 26) وغيرها من قضايا العبادات المعقدة (سفر حجي 2: 11، سفر زكريا 7: 3). وكانوا مسؤولين عن الكتب المقدسة ونسخها (سفر التثنية 17: 18) وشكلوا كيانات قانونية مهمة في النزاعات العامة والخاصة (سفر حزقيال 44: 21) . كانت العقوبات التي فرضوها في الغالب عبادات في شكل قرابين أو غرامات للمعبد.

### الزي الرسمي
يدخل الكهن الحرم بدون أحذية، ولكن ليس عاري الرأس. و استخدام الكتان فقط للملابس الرسمية للكهن في اليهودية كما هو الحال في مصر وبابل. الصوف كان ممنوعا بسبب التعرق (سفر حزقيال 44: 17) .
خضع زي الكاهن لتغيير على مر القرون. في العصور القديمة، لم يكن الكاهن الذي يعمل في الحرم يرتدي سوى مئزر كتان (سفر صموئيل الأول 2: 18). كان الملك داود متنطقا بافود من كتان فحسب (مئزر كتان) عند الحصول على تابوت العهد ولم يرتدي شيئًا آخر (سفر صموئيل الثاني 6: 14- 20) . خارج أوقات الخدمة، ارتدى الكهنة ثوبًا فوق الافود (سفر صموئيل الأول 21: 9).
كان الزي الرسمي في أوقات لاحقة أكثر تنوعًا. كان يتألف من قطعتين، القميص القصير للساق الذي تم ارتداؤه على الجسم العاري والإزار الطويل من غير المخيط إلى القدمين ( منطقة) من أجود البوص صنعة النساج (سفر الخروج 28: 40، 39: 27). عمامة البوص المخروطية العالية، التي لم تتم إزالتها أثناء الخدمة، وحزام ملون بألوان زاهية مصنوع من الأقمشة المقدسة الأربعة، بوص مبروم واسمانجوني وارجوان وقرمز صنعة الطراز، أكملوا الملابس البيضاء وأعادوها.

### دخل الكهنيم
دخل الكهنيم كان ينظمه العرف، ولاحقًا بواسطة التوراة. في الأحرام العامة، عاش الكهنيم من الأضاحي. كما تلقى الكهنيم فضة ذبيحة الاثم وفضة ذبيحة الخطية (سفر الملوك الثاني 12: 16) .
كان الدخل الرئيسي هو العشور بدورة ثلاث سنوات، حُسب جزء منها لجميع موظفي العبادة (سفر التثنية 14: 27- 29). وينال الكاهن من كل اضحية الساعد والفكين والكرش. ويُعطى أول الحنطة والحمر والزيت وأول جزاز الغنم (سفر التثنية 18: 3- 4). مع التوسع في سدانة معبد القدس ورفع مكانته، زاد دخل الكهنيم. وقد حصلوا على نصيبهم من لحم ذبيحة الاثم وذبيحة الخطية، بقدر ما لا يمكن أن يستهلكه بشر على الإطلاق (سفر اللاويين 6: 19).
استخدمت قطع الأضاخي لمعيشة الكهنيم الموظفين وأسرهم. القطع الأكثر قداسة ( لحم ذبيحة الاثم وذبيحة الخطية وخبز الإله) تم السماح بها فقط للذكور الكهنيم (سفر اللاويين 21: 22) وأن تستهلك في الدار الداخلية. والباقي يمكن كذلك استهلكه من أفراد العائلة وخارج الحرم، ولكن فقط في حالة الطهارة اللاوية وفي مكان طاهر.

## في دولة إسرائيل
منذ عام 1970 ، صارت بركة هارون (سفر اللاويين 6: 24- 27) تتلى من قبل المئات من الكهنيم في في عطلة عيد الفصح وسوكوت وتبث إلى حائط البراق عبر مكبرات الصوت.

## الأدبيات
- بول فولز : آثار الكتاب المقدس . طبعة Komet ، كولونيا 2004 ، ISBN 3-89836-316-3 (طبع طبعة Calw 1914) (على أساس عمل أدولف كينزلر الذي يحمل نفس الاسم).

## الحواشي

### شروح
1. ↑  Rosch ha-Schana, Jom Kippur, Pessach, Schawuot, Sukkot und Schmini Atzeret
2. ↑  Gemäß Salomon Ganzfrieds Kizzur Schulchan Aruch, Bd. II., Kapitel 100 (in der Übertragung Selig Bambergers):

### حواشي مفردة
1. ↑  [ في كتب جوجل The Torah: A Beginner's Guide]. Oneworld Publications. 1 أكتوبر 2011. ISBN:978-1-78074-094-2. {{استشهاد بكتاب}}: تحقق من قيمة |مسار= (مساعدة)
2. ↑  German Djanatliev, durchgesehen und bestätigt von Rabbiner Shimon Grossberg: Beerdigung und Trauerzeit – Die Beerdigung. Auf ikg-nuernberg.de, abgerufen am 16. August 2017 نسخة محفوظة 29 أغسطس 2019 على موقع واي باك مشين.
3. ↑  Paul Volz: Die biblischen Altertümer. Edition Komet, Köln 2004, ISBN 3-89836-316-3. S. 65
4. ↑  "Zwei Polizisten sterben bei Attentat am Tempelberg". دير تاجسشبيجل. 14 يوليو 2017. اطلع عليه بتاريخ 2017-07-18. "نسخة مؤرشفة". مؤرشف من الأصل في 2020-04-07. اطلع عليه بتاريخ 2020-04-07.{{استشهاد ويب}}:  صيانة الاستشهاد: BOT: original URL status unknown (link)